# 五条為栄
五条 為栄（ごじょう ためしげ）は、幕末の公家、明治期の陸軍軍人・内政官僚・政治家。陸軍少将、元老院議官、貴族院子爵議員、錦鶏間祗候。

## 経歴
山城国愛宕郡上京第二十二区堺町御門内西殿町角屋敷で、権中納言・五条為定の息子として生まれる。安政2年3月（1856年）に元服し昇殿を許された。
安政5年（1858年）廷臣八十八卿列参事件に加わった。その後、大学頭、侍従、文章博士を歴任。文久4年（1864年）に入り、同年2月の元治の元号を勘申した。元治元年7月19日（8月20日）の禁門の変では長州藩側として動き、参朝停止となった。慶応3年1月（1867年）に赦され、同年11月20日（12月15日）参与助役に就任。鳥羽・伏見の戦いが起こり慶應4年1月4日（1868年1月28日）錦旗奉行となる。その後、中国四国追討使副督に任じられ同年1月28日（2月21日）まで従軍。同年2月20日（3月13日）参与・刑法事務局権輔に就任。以後、軍務官兵学校奉行助役、三等陸軍将を歴任。
明治2年6月2日（1869年7月10日）戊辰の戦功により賞典禄50石を永世下賜された。同年7月22日（9月8日）陸軍少将に任じられた。以後、次侍従、侍従、東京府十等出仕、山形県第一大区区長、同最上郡長、同東村山郡長、元老院准奏任官御用掛などを歴任。
1884年7月8日、子爵を叙爵。元老院書記官を務め、1888年6月7日、元老院議官となり、その1890年10月20日の廃止まで在任し非職、同日、錦鶏間祗候を仰せ付けられる。同年7月10日、貴族院子爵議員に当選し、死去するまで在任した。

## 栄典
- 1889年（明治22年）6月19日 - 勲四等瑞宝章[6]

## 著作
- 閲、肝付兼武著『勧業順序』明治閣、1879年。

## 系譜
- 妻 五条良子（よしこ、烏丸光政の三女）[7]
- 五男 五条為功（貴族院子爵議員）[7][8]